# Skuldelev 2

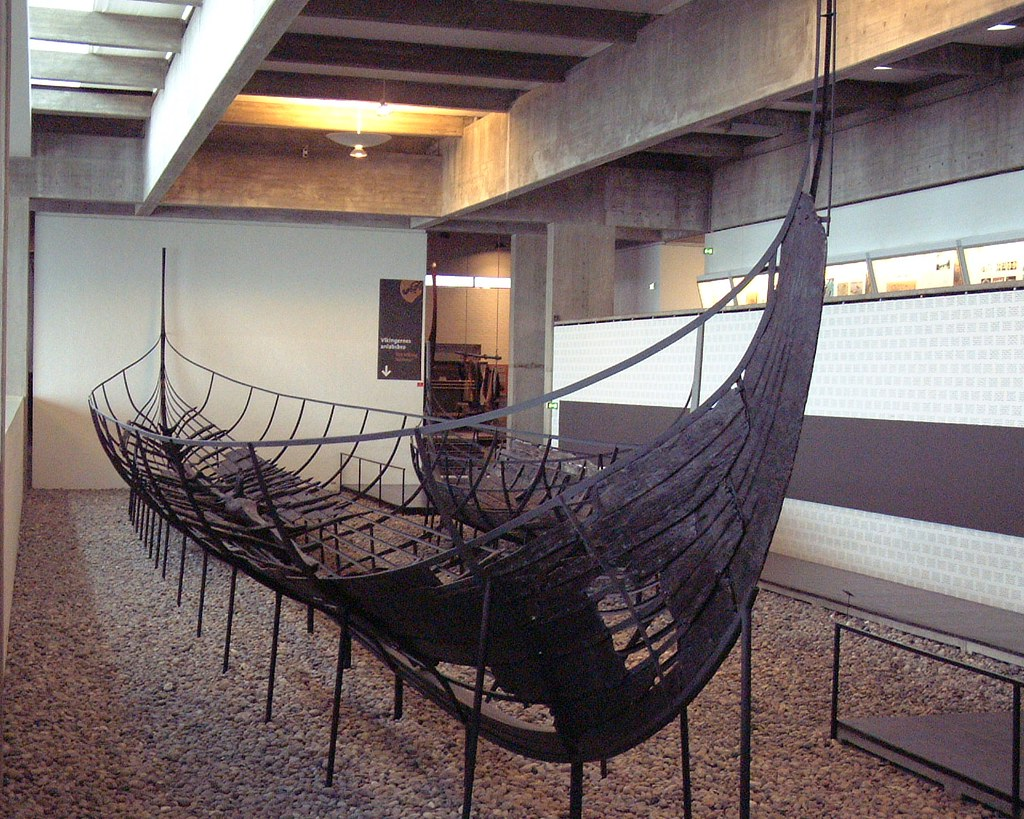
Skuldelev 2

Skuldelev 2 är ett vikingaskepp som påträffades 1956 i Skuldelevsavspärrningen i Roskildefjorden i Danmark.
Skuldelev 2 beräknas ha varit 29,6 meter långt och var det dittills längsta vikingaskepp som hade påträffats. I samband med att Vikingaskeppsmuseet i Roskilde skulle utvidgas fann arkeologer 1997 det ännu längre vikingaskeppet Roskilde 6, med en längd på omkring 36 meter och med plats för omkring 100 man. 
Undersökningar av årsringar har visat att Skuldelev 2 byggdes i Dublin i Irland av ekar som fälldes 1042, möjligen i Glendaloughdalen söder om Dublin. Skeppet har renoverats flera gånger i Dublin innan det slutade sina dagar som ett nedgånget fartyg och sänktes i Roskildefjorden utanför Skuldelev  år 1075.
Skeppet kan ha tagit del i flottexpeditioner vid mitten av 1000-talet efter Vilhelm Erövrarens invasion i England 1066. Englands kung Harald Godwinson dödades vid Slaget vid Hastings och drottningen Ealdgyth av Mercia flydde därefter med sina söner till Dublin. Därifrån angrep Haraldssönerna, stöttade av den danske kungen Sven Estridsson, den sydvästra delen av England 1068. 
Vikingaskeppet Skuldelev 2 är inkluderat i Danmarks kulturkanon.
En replik av Skuldelev 2 byggdes på Vikingeskibsværftet vid Vikingeskipsmuseet i Roskilde 2000-2004. Den sjösattes i september 2004 och döptes till Havhingsten fra Glendalough.

## Fartygsdata
- Material: ek
- Längd: 29,4 meter
- Bredd: 3,8 meter
- Höjt midskepps: 1,8 meter
- Höjd över stävarna: 5,2 meter
- Masthöjd: 14 meter
- Djupgående: omkring 1 meter
- Vkt: omkrng 10 ton
- Lastförmåga: omkring 15 ton
- Segelarea: 118 m2
- Antal årpar: 30
- Besättning: Uppemot 70 man
- Uppskattad medelfart under segel: omkring 5 knop
- Uppskattad högsta fart under segel: omkring 20 knop
- Uppskattad fart för åror: 6 knop
- Datering: 1042
- Bevarad andel av ursprungligt fartyg: omkring 25 %